# ZPB „Frotex”
ZPB „Frotex” (Zakłady Przemysłu Bawełnianego „Frotex” S.A.) was een Pools bedrijf dat voornamelijk handdoeken en textiel produceerde.

## Geschiedenis
Zakłady Przemysłu Bawełnianego „Frotex” S.A. vindt zijn oorsprong in het midden van de 19e eeuw, toen Samuel Fränkel in 1845 een linnenfabriek in het gebied van het moderne Prudnik opende. Kort hierna nam de fabriek een lokale concurrent over die failliet ging, en kreeg een monopoliepositie in de regio. De productie van handdoeken en badstof begon in 1903. De Eerste Wereldoorlog stopte de dynamische groei van de fabriek, waarvan de producten toen al bekend waren in de Duitse, Engelse, Franse en Amerikaanse markt. Op grond van de Neurenberg-overeenkomst werd het bedrijf in 1938 overgenomen door erfgenamen van Samuel Fränkel, terwijl zij gedwongen werden te emigreren. Het bedrijf werd hernoemd tot Schlesische Feinweberei AG.
Eind september 1944 werd een subkamp van Auschwitz in „Frotex” gevestigd. De vrouwen, voornamelijk Joden uit Hongarije, werkten aan de spinmachines. Het subkamp werd op 19 januari 1945 gesloten en de vrouwen daar werden te voet naar het concentratiekamp Gross-Rosen geëvacueerd, waarna ze naar het concentratiekamp Bergen-Belsen werden overgebracht. Na de Tweede Wereldoorlog onderging de fabriek in 1949 een reconstructie.
Na 1949 begon een lange periode van herstel voor het bedrijf, dat toen in Polen was gevestigd. Het bedrijf kreeg de naam „Frotex” in 1965. In 1992 moderniseerde „Frotex” de spinnerij en ververij en opende een zuiveringsinstallatie. In 1995 werd „Frotex” toegevoegd aan het algemene privatiseringsprogramma en opgenomen in het tweede nationale beleggingsfonds. In 2002 hebben bestuursleden van het Second National Investment Fund besloten de meerderheid (72% van de aandelen) van hun aandelen in de onderneming te verkopen.
„Frotex” stopte op 5 juli 2014. In 2016 opende het Amerikaanse bedrijf Henniges Automotive zijn productie-eenheid in het gebouw dat voorheen door „Frotex” werd gebruikt.

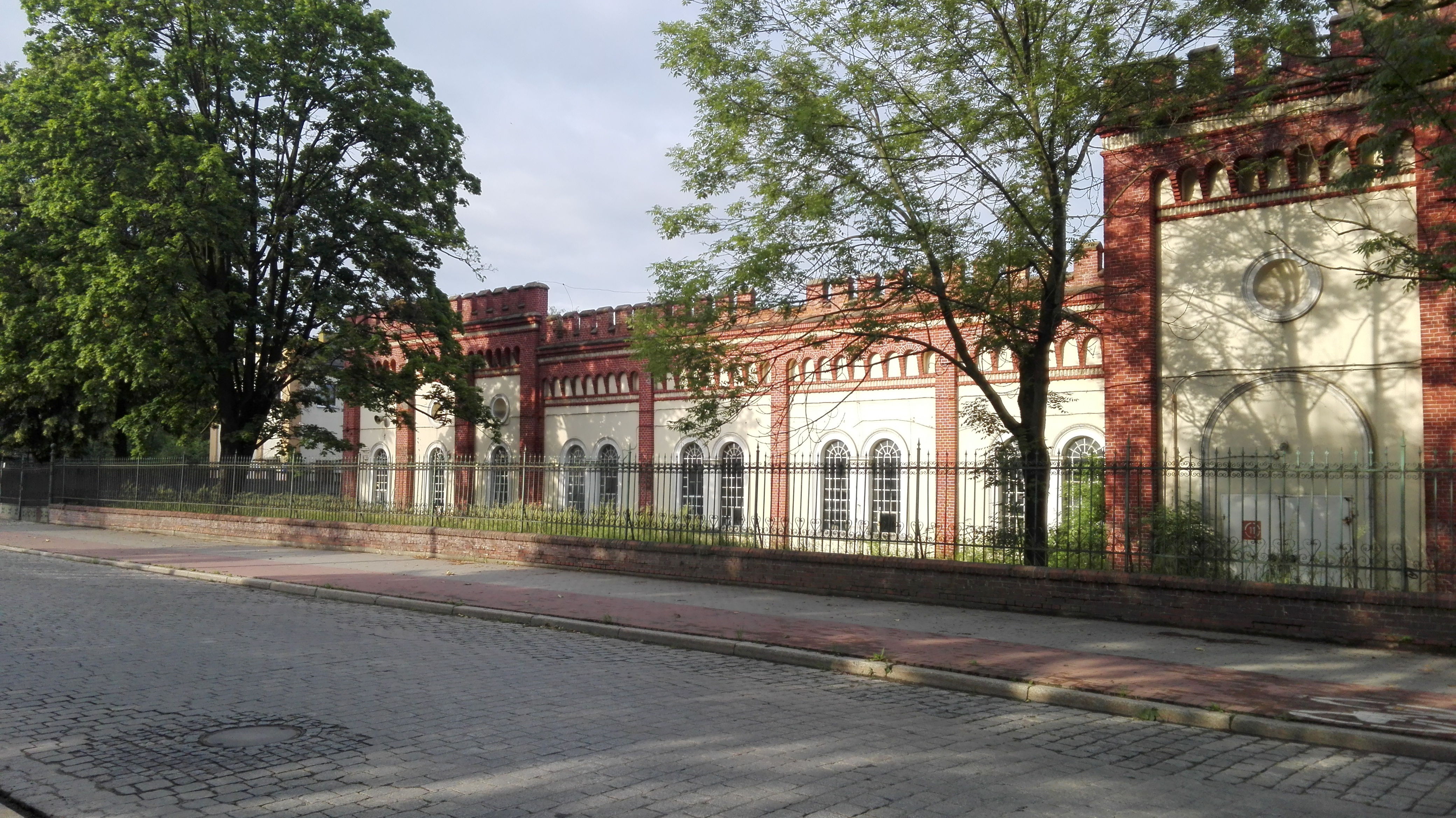
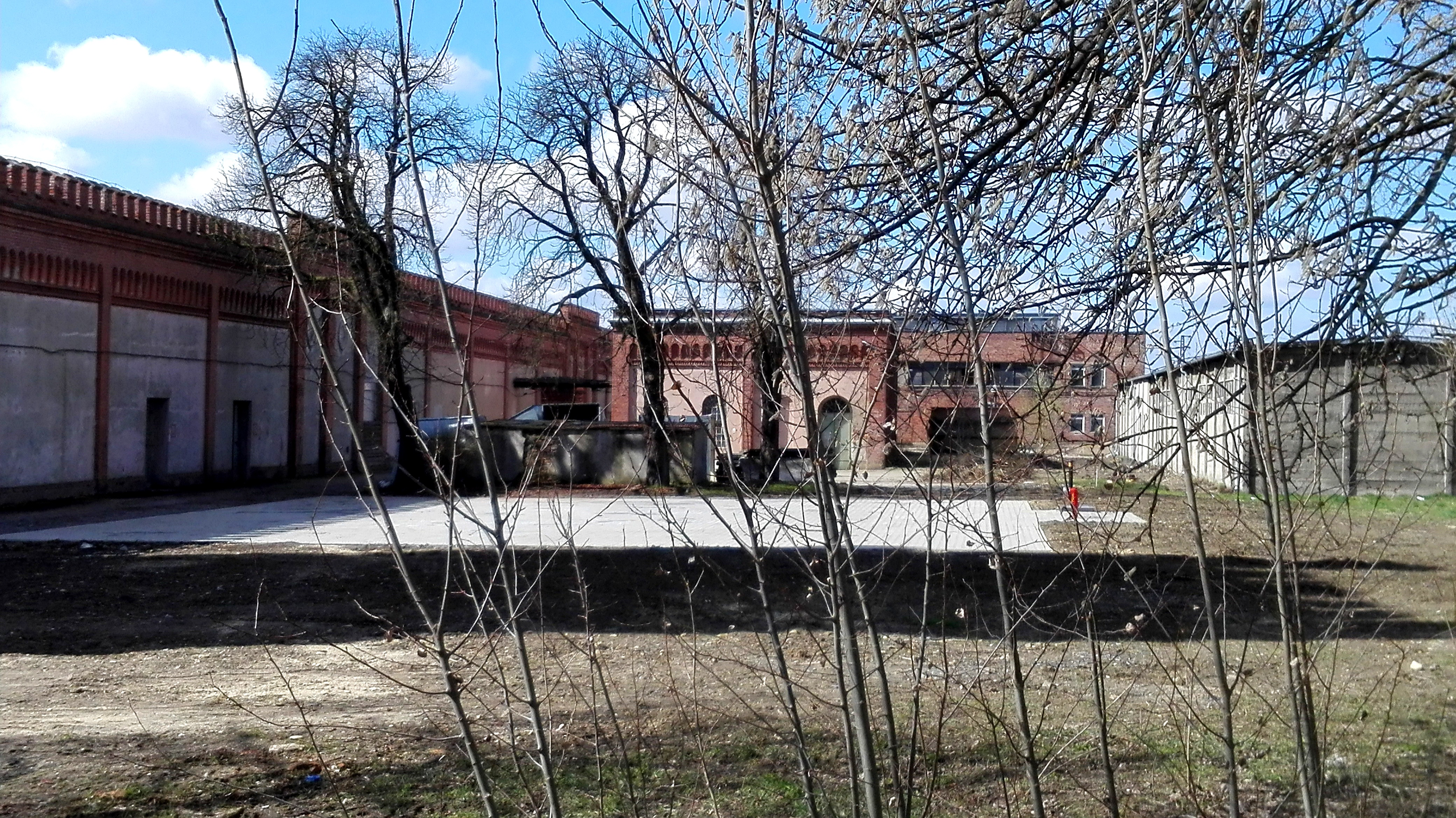
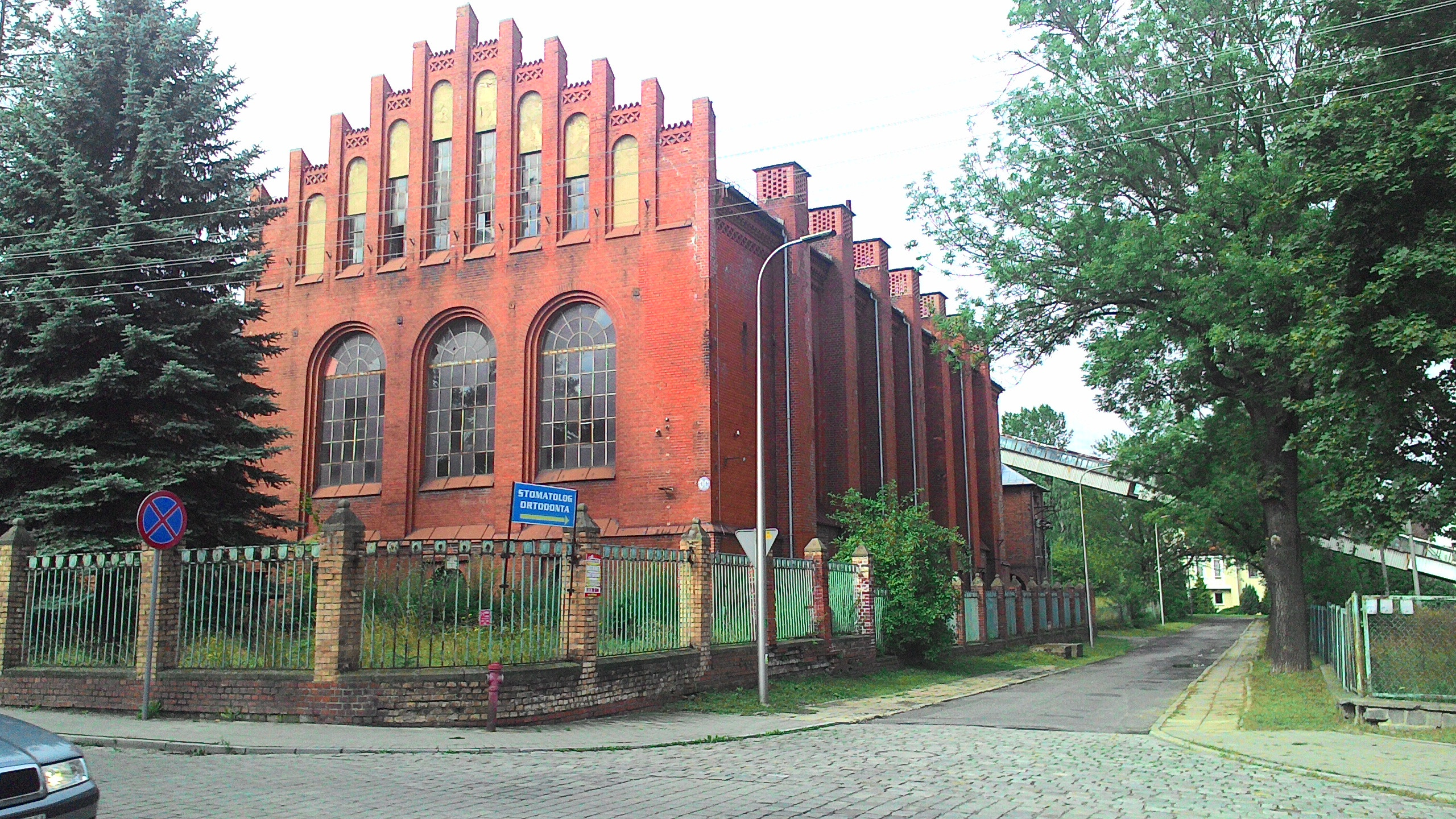